# Seumas McNally
Seumas McNally fue un famoso programador de videojuegos y presidente de Longbow Digital Arts. Fue el creador de DX-Ball 2 y Tread Marks, que consiguió el premio especial en el festival de juegos independientes del año 2000. Seumas murió en el año 2000 por la enfermedad de Hodgkin, poco después de recibir el premio; por lo que se renombró el premio en su honor.